# Campeonato Nacional de Todo–o–Terreno
O Campeonato Portugal de Todo-o-terreno AM 48 (CPTT) é principal competição de Todo-o-terreno em Portugal,  organizada pela Federação Portuguesa de Automobilismo e Karting. O Campeão em título é João Ferreira. O campeonato é constituído por diversas provas de média duração (2 a 3 dias não ultrapassando os 500km cronometrados) designadas Bajas.
O CPTT, além da categoria principal T1 (destinada a veículos modificados), contém as categorias T2 (veículos derivados de série) e T8 (veículos de Produção). 
Algumas das provas são acompanhadas pelo Campeonato Nacional de Todo–o–Terreno de Motos, Quads e Buggy/UTV.
A partir de 2023, a Baja TT Sharish Reguengos Monsaraz pontua para a Taça da Europa de Todo-o-Terreno da FIA e a Baja Portalegre 500 pontua para a Taça do Mundo de Todo-o-Terreno da FIA.

## História
A primeira prova de todo-o-terreno disputada em Portugal foi a Baja Portalegre 500, em Junho 1987, idealizada por José Megre 4 anos antes, que após várias participações no Rali Dakar, decidiu replicar o espírito dessa competição no seu país natal.
O sucesso da iniciativa levou à adesão de cerca de 100 carros e mais de 100 motos na primeira Baja de Portalegre, (então desingada Rali Maratona de Portalegre – Finicisa). Estava lançado o todo-o-terreno em Portugal e ao longo do final da década de 1980 e inícios de 90 multiplicam-se as provas de todo-o-terreno pelo todos país, assistindo-se a um aumento do número de participantes.
Tudo isto levou a que a Federação Portuguesa de Automobilismo e Karting criasse em 1992 o 1º Troféu Nacional de Todo-o-Terreno, que em 1994 passaria a Campeonato Nacional.
Durante largos anos, a prova mais importante do calendário nacional foi a Baja Portugal 1000 (assim desginada entre 1988 e 2005, sendo depois designado de Rally Vodafone Transibérico entre 2005 e 2009, e por fim Rally TT Vodafone Estoril--Marraquexe em 2010) pontuando para a Taça do Mundo FIA de Bajas.
Uma prova extra campeonato de grande relevância internacional são as 24 horas de TT de Fronteira, prova de resistência de todo-o-terreno.

## Calendário 2024
| Mês                   | Prova                                    | Cidade                | Clube Organizador          |
| --------------------- | ---------------------------------------- | --------------------- | -------------------------- |
| 1 a 3 Março 2024      | ESC Online Baja TT Montes Alentejanos    | Beja                  | CPKA                       |
| 2 a 7 Abril 2024      | BP Ultimate Rally Raid Portugal          | Grandola              | Automóvel Club de Portugal |
| 17 a 19 Maio 2024     | Baja TT Lagos                            | Lagos                 | Clube Automovel Do Algarve |
| 7 a 9 Junho 2024      | Baja TT Norte de Portugal                | Murça                 | CAMI                       |
| 19 a 22 Setembro 2024 | Baja TT Sharish Reguengos/Mourão/Redondo | Reguengos de Monsaraz | SAR Motorismo              |
| 17 a 19 Outubro 2024  | BP Ultimate Baja Portalegre 500          | Portalegre            | Automóvel Club de Portugal |
| 8 a 10 Novembro 2024  | Baja Escuderia Castelo Branco            | Torres Vedras         | Escuderia Castelo Branco   |

## Campeões Nacionais
| Ano      | Piloto               |
| -------- | -------------------- |
| 1992 (*) | Luís Dias (1º)       |
| 1993 (*) | Luís Dias (2º)       |
| 1994     | João Vassalo (1º)    |
| 1995     | Carlos Sousa (1º)    |
| 1996     | João Vassalo (2º)    |
| 1997     | Santinho Mendes (1º) |
| 1998     | Filipe Campos (1º)   |
| 1999     | Carlos Sousa (2º)    |
| 2000     | João Vassalo (3º)    |
| 2001     | Carlos Sousa (3º)    |
| 2002     | Carlos Sousa (4º)    |
| 2003     | Miguel Barbosa (1º)  |
| 2004     | Rui Sousa (1º)       |
| 2005     | Miguel Barbosa (2º)  |
| 2006     | Pedro Grancha (1º)   |
| 2007     | Miguel Barbosa (3º)  |
| 2008     | Filipe Campos (2º)   |
| 2009     | Filipe Campos (3º)   |
| 2010     | Filipe Campos (4º)   |
| 2011     | Miguel Barbosa (4º)  |
| 2012     | Miguel Barbosa (5º)  |
| 2013     | Miguel Barbosa (6º)  |
| 2014     | Ricardo Porém (1º)   |
| 2015     | Miguel Barbosa (7º)  |
| 2016     | Nuno Matos (1º)      |
| 2017     | Ricardo Porém (2º)   |
| 2018     | João Ramos (1º)      |
| 2019     | Tiago Reis (1º)      |
| 2020     | Miguel Barbosa (8º)  |
| 2021     | Tiago Reis (2º)      |
| 2022     | João Ferreira (1º)   |
| 2023     | Tiago Reis (3º)      |
| 2024     | João Ferreira (2º)   |

(*) - Troféu Nacional

## Historial Vencedores
| 2024 (JOÃO FERREIRA)                                  | 2024 (JOÃO FERREIRA)                        | 2024 (JOÃO FERREIRA)                               | 2024 (JOÃO FERREIRA)                        | 2024 (JOÃO FERREIRA)                             | 2024 (JOÃO FERREIRA)                                      | 2024 (JOÃO FERREIRA)                        |
| 1 - Baja TT Montes Alentejanos                        | 2 - Baja TT Ultimate Rally Raid             | 3 - Baja TT de Lagos                               | 4 - Baja TT Norte de Portugal               | 5 - Baja TT Sharish                              | 6 - 36a Baja TT Portalegre 500                            | 7 - Baja TT Escuderia Castelo Branco        |
| ----------------------------------------------------- | ------------------------------------------- | -------------------------------------------------- | ------------------------------------------- | ------------------------------------------------ | --------------------------------------------------------- | ------------------------------------------- |
| 1º TIAGO REIS 2º JOÃO RAMOS 3º JOÃO DIAS              | 1º JOÃO FERREIRA 2º JOÃO DIAS 3º JOÃO RAMOS | 1º JOÃO FERREIRA 2º JOÃO DIAS 3º FRANCISCO BARRETO | 1º JOÃO RAMOS 2º JOÃO FERREIRA 3º JOÃO DIAS | 1º JOÃO FERREIRA 2º HELDER OLIVEIRA 3º JOÃO DIAS | 1º MIGUEL BARBOSA 2º GONÇALO GUERREIRO 3º PAULO RODRIGUES | 1º JOÃO DIAS 2º TIAGO REIS 3º JOÃO FERREIRA |
| 1º - JOÃO FERREIRA / 2º - JOÃO DIAS / 3º - JOÃO RAMOS |                                             |                                                    |                                             |                                                  |                                                           |                                             |

| 2023 (TIAGO César Padrão da Silva REIS)                                     | 2023 (TIAGO César Padrão da Silva REIS)       | 2023 (TIAGO César Padrão da Silva REIS)  | 2023 (TIAGO César Padrão da Silva REIS)       | 2023 (TIAGO César Padrão da Silva REIS)      | 2023 (TIAGO César Padrão da Silva REIS)      | 2023 (TIAGO César Padrão da Silva REIS)         |
| 1 - BAJA TT MONTES ALENTEJANOS                                              | 2 - BAJA DEHESA EXTREMADURA                   | 3 - BAJA TT NORTE DE PORTUGAL            | 4 - BAJA TT DE LOULÉ                          | 5 - BAJA TT SHARISH GIN                      | 6 - BAJA TT DO OESTE                         | 7 - 37º BAJA TT PORTALEGRE 500                  |
| --------------------------------------------------------------------------- | --------------------------------------------- | ---------------------------------------- | --------------------------------------------- | -------------------------------------------- | -------------------------------------------- | ----------------------------------------------- |
| 1º JOÃO RAMOS 2º TIAGO REIS 3º ARMINDO ARAUJO                               | 1º TIAGO REIS 2º HENRIQUE SILVA 3º PETR HOZAK | 1º TIAGO REIS 2º JOÃO DIAS 3º JOÃO RAMOS | 1º TIAGO REIS 2º JOÃO RAMOS 3º ARMINDO ARAUJO | 1º JOÃO FERREIRA 2º TIAGO REIS 3º JOÃO RAMOS | 1º TIAGO REIS 2º JOÃO RAMOS 3º RICARDO SOUSA | 1º JOÃO FERREIRA 2º JOÃO DIAS 3º ARMINDO ARAUJO |
| 1º - TIAGO REIS / 2º - JOÃO RAMOS / 3º - ARMINDO ARAUJO (Ver Classificação) |                                               |                                          |                                               |                                              |                                              |                                                 |

| 2022 (JOÃO FERREIRA)                                                     | 2022 (JOÃO FERREIRA)                                | 2022 (JOÃO FERREIRA)                        | 2022 (JOÃO FERREIRA)                        | 2022 (JOÃO FERREIRA)                         | 2022 (JOÃO FERREIRA)                        | 2022 (JOÃO FERREIRA)                                    |
| 1 - BAJA TT MONTES ALENTEJANOS                                           | 2 - BP ULTIMATE BAJA TT ACP                         | 3 - BAJA TT OESTE DE PORTUGAL               | 4 - BAJA TT DE LOULÉ                        | 5 - BAJA TT SHARISH REGUENGOS DE MONSARAZ    | 6 - BAJA TT NORTE DE PORTUGAL               | 7 - 36º BAJA TT PORTALEGRE 500                          |
| ------------------------------------------------------------------------ | --------------------------------------------------- | ------------------------------------------- | ------------------------------------------- | -------------------------------------------- | ------------------------------------------- | ------------------------------------------------------- |
| 1º JOÃO FERREIRA 2º CRISTIAN BAUMGART 3º TIAGO REIS                      | 1º JOÃO FERREIRA 2º JOÃO RAMOS 3º ALEJANDRO MARTINS | 1º JOÃO FERREIRA 2º JOÃO DIAS 3º TIAGO REIS | 1º TIAGO REIS 2º JOÃO FERREIRA 3º JOÃO DIAS | 1º JOÃO FERREIRA 2º TIAGO REIS 3º JOÃO RAMOS | 1º JOÃO FERREIRA 2º JOÃO RAMOS 3º JOÃO DIAS | 1º JOÃO FERREIRA 2º JOÃO DIAS 3º LUIS PORTELA DE MORAIS |
| 1º - JOÃO FEREIRA / 2º - TIAGO REIS / 3º - JOÃO DIAS (Ver Classificação) |                                                     |                                             |                                             |                                              |                                             |                                                         |

| 2021 (TIAGO César Padrão da Silva REIS)                                      | 2021 (TIAGO César Padrão da Silva REIS)          | 2021 (TIAGO César Padrão da Silva REIS)            | 2021 (TIAGO César Padrão da Silva REIS)          | 2021 (TIAGO César Padrão da Silva REIS)        |
| 1 - BAJA TT MONTES ALENTEJANOS                                               | 2 - BAJA TT DE LOULÉ                             | 3 - BAJA TT CAPITAL DOS VINHOS DE PORTUGAL         | 4 - BAJA TT DO OESTE                             | 5 - BAJA TT PORTALEGRE 500                     |
| ---------------------------------------------------------------------------- | ------------------------------------------------ | -------------------------------------------------- | ------------------------------------------------ | ---------------------------------------------- |
| 1º TIAGO REIS 2º LUIS RECUENCO 3º PEDRO DIAS DA SILVA                        | 1º ALEXANDRE RÉ 2º LUIS RECUENCO 3º ANDRÉ AMARAL | 1º TIAGO REIS 2º ALEJANDRO MARTINS 3º ANDRÉ ARAMAL | 1º JOÃO RAMOS 2º ALEJANDRO MARTINS 3º TIAGO REIS | 1º TIAGO REIS 2º HELDER OLIVEIRA 3º NUNO MATOS |
| 1º - TIAGO REIS / 2º - LUIS RECUENCO / 3º - ANDRÉ ARAMAL (Ver Classificação) |                                                  |                                                    |                                                  |                                                |

| 2020 (MIGUEL César das Neves Vieira BARBOSA)                                | 2020 (MIGUEL César das Neves Vieira BARBOSA)         | 2020 (MIGUEL César das Neves Vieira BARBOSA)  | 2020 (MIGUEL César das Neves Vieira BARBOSA)         | 2020 (MIGUEL César das Neves Vieira BARBOSA)           |
| 1 - BAJA TT VINDIMAS DO ALENTEJO                                            | 2 - BAJA TT DO ACP                                   | 3 - BAJA TT DO PINHAL                         | 4 - BAJA TT CAPITAL DOS VINHOS DE PORTUGAL           | 5 - BAJA PORTALEGRE 500                                |
| --------------------------------------------------------------------------- | ---------------------------------------------------- | --------------------------------------------- | ---------------------------------------------------- | ------------------------------------------------------ |
| 1º TIAGO REIS 2º MANUEL CORREIA 3º PAULO RUI FERREIRA                       | 1º MIGUEL BARBOSA 2º JOÃO RAMOS 3º ALEJANDRO MARTINS | 1º JOÃO RAMOS 2º MIGUEL BARBOSA 3º TIAGO REIS | 1º ALEJANDRO MARTINS 2º MIGUEL BARBOSA 3º JOÃO RAMOS | 1º ANDRÉ AMARAL 2º HENRIQUE SILVA 3º HENRIQUE LOURENÇO |
| 1º - MIGUEL BARBOSA / 2º - JOÃO RAMOS / 3º - TIAGO REIS (Ver Classificação) |                                                      |                                               |                                                      |                                                        |

| 2019 (TIAGO César Padrão da Silva REIS)                                            | 2019 (TIAGO César Padrão da Silva REIS)              | 2019 (TIAGO César Padrão da Silva REIS)        | 2019 (TIAGO César Padrão da Silva REIS) | 2019 (TIAGO César Padrão da Silva REIS)              | 2019 (TIAGO César Padrão da Silva REIS)            |
| 1 - BAJA TT DO PINHAL                                                              | 2 - BAJA TT DE LOULÉ                                 | 3 - BAJA TT CAPITAL DOS VINHOS DE PORTUGAL     | 4 - BAJA TT ROTA DO DOURO VERDE         | 5 - BAJA TT DE IDANHA A NOVA                         | 6 - BAJA PORTALEGRE 500                            |
| ---------------------------------------------------------------------------------- | ---------------------------------------------------- | ---------------------------------------------- | --------------------------------------- | ---------------------------------------------------- | -------------------------------------------------- |
| 1º NUNO MATOS 2º ALEXANDRE RÉ 3º TIAGO REIS                                        | 1º JOÃO RAMOS 2º ALEXANDRE RÉ 3º PEDRO DIAS DA SILVA | 1º ALEXANDRÉ RÉ 2º TIAGO REIS 3º MIGUEL CASACA | (ANULADA)                               | 1º TIAGO REIS 2º PEDRO DIAS DA SILVA 3º ALEXANDRE RÉ | 1º RICARDO PORÉM 2º TIAGO REIS 3º ALEXANDRE FRANCO |
| 1º - TIAGO REIS / 2º - ALEXANDRE RÉ / 3º - PEDRO DIAS DA SILVA (Ver Classificação) |                                                      |                                                |                                         |                                                      |                                                    |

| 2018 (JOÃO Pedro Caetano RAMOS)                                              | 2018 (JOÃO Pedro Caetano RAMOS)                           | 2018 (JOÃO Pedro Caetano RAMOS)                       | 2018 (JOÃO Pedro Caetano RAMOS)                         | 2018 (JOÃO Pedro Caetano RAMOS)                      | 2018 (JOÃO Pedro Caetano RAMOS)                      |
| 1 - BAJA TT DO PINHAL                                                        | 2 - BAJA TT DE LOULÉ                                      | 3 - BAJA TT CAPITAL DOS VINHOS DE PORTUGAL            | 4 - BAJA TT GONDOMAR-ROTA DA FILIGRANA                  | 5 - BAJA TT DE IDANHA                                | 6 - BAJA PORTALEGRE 500                              |
| ---------------------------------------------------------------------------- | --------------------------------------------------------- | ----------------------------------------------------- | ------------------------------------------------------- | ---------------------------------------------------- | ---------------------------------------------------- |
| 1º JOÃO RAMOS 2º PEDRO FERREIRA 3º HELDER OLIVEIRA                           | 1º ALEJANDRO MARTINS 2º HELDER OLIVEIRA 3º PEDRO FERREIRA | 1º TIAGO REIS 2º HELDER OLIVEIRA 3º ALEJANDRO MARTINS | 1º JOÃO RAMOS 2º HELDER OLIVEIRA 3º PEDRO DIAS DA SILVA | 1º ALEJANDRO MARTINS 2º PEDRO FERREIRA 3º NUNO MATOS | 1º JOÃO RAMOS 2º PEDRO DIAS DA SILVA 3º NUNO MADEIRA |
| 1º - JOÃO RAMOS / 2º - HELDER OLIVEIRA / 3º - TIAGO REIS (Ver Classificação) |                                                           |                                                       |                                                         |                                                      |                                                      |

| 2017 (RICARDO Varela Dias PORÉM)                                                | 2017 (RICARDO Varela Dias PORÉM)                       | 2017 (RICARDO Varela Dias PORÉM)                                | 2017 (RICARDO Varela Dias PORÉM)                      | 2017 (RICARDO Varela Dias PORÉM)                         | 2017 (RICARDO Varela Dias PORÉM) |
| 1 - BAJA DE LOULÉ                                                               | 2 - BAJA CAPITAL DOS VINHOS DE PORTUGAL                | 3 - BAJA DO PINHAL                                              | 4 - BAJA DA IDANHA                                    | 5 - BAJA PORTALEGRE 500                                  | 6 - BAJA ROTA DO DOURO           |
| ------------------------------------------------------------------------------- | ------------------------------------------------------ | --------------------------------------------------------------- | ----------------------------------------------------- | -------------------------------------------------------- | -------------------------------- |
| 1º JOÃO RAMOS 2º RICARDO PORÉM 3º PEDRO FERREIRA                                | 1º RICARDO PORÉM 2º PEDRO FERREIRA 3º ALEXANDRE FRANCO | 1º ALEJANDRO MARTINS 2º ALEXANDRE FRANCO 3º PEDRO DIAS DA SILVA | 1º RICARDO PORÉM 2º ALEXANDRE FRANCO 3º LINO CARAPETA | 1º RICARDO PORÉM 2º PEDRO DIAS DA SILVA 3º LINO CARAPETA | (ANULADA)                        |
| 1º - RICARDO PORÉM / 2º - ALEXANDRE FRANCO / 3º - RUI SOUSA (Ver Classificação) |                                                        |                                                                 |                                                       |                                                          |                                  |

| 2016 (NUNO Alexandre Andrade Xavier Figueiredo de MATOS) | 2016 (NUNO Alexandre Andrade Xavier Figueiredo de MATOS) | 2016 (NUNO Alexandre Andrade Xavier Figueiredo de MATOS) | 2016 (NUNO Alexandre Andrade Xavier Figueiredo de MATOS) | 2016 (NUNO Alexandre Andrade Xavier Figueiredo de MATOS) | 2016 (NUNO Alexandre Andrade Xavier Figueiredo de MATOS) |
| 1 - Baja TT Rota do Douro                                | 2 - Baja TT Reguengos de Monsaraz                        | 3 - Baja TT Loulé                                        | 4 - Baja TT do Pinhal                                    | 5 - Baja TT Idanha-a-Nova                                | 6 - Baja Portalegre 500                                  |
| -------------------------------------------------------- | -------------------------------------------------------- | -------------------------------------------------------- | -------------------------------------------------------- | -------------------------------------------------------- | -------------------------------------------------------- |
| 1º JOÃO RAMOS 2º RUI SOUSA 3º NUNO MATOS                 | 1º NUNO MATOS 2º ALEJANDRO MARTINS 3º JOÃO RAMOS         | 1º MIGUEL BARBOSA 2º NUNO MATOS 3º JOÃO RAMOS            | 1º NUNO MATOS 2º JOÃO RAMOS 3º ALEXANDRE FRANCO          | 1º JOÃO RAMOS 2º ALEJANDRO MARTINS 3º PEDRO FERREIRA     | 1º NUNO MATOS 2º ALEJANDRO MARTINS 3º JOÃO RAMOS         |
| 1º - NUNO MATOS / 2º - JOÃO RAMOS / 3º - MIGUEL BARBOSA  |                                                          |                                                          |                                                          |                                                          |                                                          |

| 2015 (MIGUEL César das Neves Vieira BARBOSA)                                     | 2015 (MIGUEL César das Neves Vieira BARBOSA)       | 2015 (MIGUEL César das Neves Vieira BARBOSA)          | 2015 (MIGUEL César das Neves Vieira BARBOSA)   | 2015 (MIGUEL César das Neves Vieira BARBOSA)          | 2015 (MIGUEL César das Neves Vieira BARBOSA)       |
| 1 - BAJA TT ROTA DO DOURO                                                        | 2 - BAJA TT DE REGUENGOS                           | 3 - BAJA TT CIDADE EUROPEIA DO DESPORTO-LOULÉ         | 4 - BAJA TT PROENÇA / OLEIROS / MAÇÃO          | 5 - BAJA TT IDANHA-A-NOVA                             | 6 - BAJA PORTALEGRE 500                            |
| -------------------------------------------------------------------------------- | -------------------------------------------------- | ----------------------------------------------------- | ---------------------------------------------- | ----------------------------------------------------- | -------------------------------------------------- |
| 1º MIGUEL BARBOSA 2º NUNO MATOS 3º PEDRO GRANCHA                                 | 1º MIGUEL BARBOSA 2º JOÃO RAMOS 3º HELDER OLIVEIRA | 1º NUNO MATOS 2º HELDER OLIVEIRA 3º ALEJANDRO MARTINS | 1º NUNO MATOS 2º HELDER OLIVEIRA 3º JOÃO RAMOS | 1º MIGUEL BARBOSA 2º HELDER OLIVEIRA 3º PEDRO GRANCHA | 1º MIGUEL BARBOSA 2º JOÃO RAMOS 3º HELDER OLIVEIRA |
| 1º - MIGUEL BARBOSA / 2º - NUNO MATOS / 3º - HELDER OLIVEIRA (Ver Classificação) |                                                    |                                                       |                                                |                                                       |                                                    |

| 2014 (RICARDO Varela Dias PORÉM)                                                  | 2014 (RICARDO Varela Dias PORÉM)                 | 2014 (RICARDO Varela Dias PORÉM)                 | 2014 (RICARDO Varela Dias PORÉM)                   | 2014 (RICARDO Varela Dias PORÉM)                    | 2014 (RICARDO Varela Dias PORÉM)                 |
| 1 - VINHOS ERVIDEIRA RALI TT                                                      | 2 - BAJA TERRAS DE ALCOUTIM                      | 3 - BAJA TT OLEIROS-PROENÇA-MAÇÃO                | 4 - BAJA TT DE IDANHA-A-NOVA                       | 5 - BAJA TT ROTA DO DOURO                           | 6 - BAJA PORTALEGRE 500                          |
| --------------------------------------------------------------------------------- | ------------------------------------------------ | ------------------------------------------------ | -------------------------------------------------- | --------------------------------------------------- | ------------------------------------------------ |
| 1º MIGUEL BARBOSA 2º RÓMULO BRANCO 3º RICARDO PORÉM                               | 1º RICARDO PORÉM 2º RÓMULO BRANCO 3º JOSÉ MENDES | 1º RICARDO PORÉM 2º RÓMULO BRANCO 3º PEDRO RUIVO | 1º MIGUEL BARBOSA 2º RICARDO PORÉM 3º ANDRÉ AMARAL | 1º MIGUEL BARBOSA 2º RICARDO PORÉM 3º RÓMULO BRANCO | 1º RICARDO PORÉM 2º MIGUEL BARBOSA 3º NUNO MATOS |
| 1º - RICARDO POREM / 2º - MIGUEL BARBOSA / 3º - RÓMULO BRANCO (Ver Classificação) |                                                  |                                                  |                                                    |                                                     |                                                  |

| 2013 (MIGUEL César das Neves Vieira BARBOSA)                                       | 2013 (MIGUEL César das Neves Vieira BARBOSA)          | 2013 (MIGUEL César das Neves Vieira BARBOSA)          | 2013 (MIGUEL César das Neves Vieira BARBOSA)      | 2013 (MIGUEL César das Neves Vieira BARBOSA)            | 2013 (MIGUEL César das Neves Vieira BARBOSA)         |
| 1 - VINHOS ERVIDEIRA RALI TT                                                       | 2 - RALI TT SERRAS DO NORTE                           | 3 - RALI TT TERRAS DE ALCOUTIM                        | 4 - BAJA TT PROENÇA - OLEIROS                     | 5 - BAJA TT DE IDANHA-A-NOVA                            | 6 - 27a BAJA PORTALEGRE 500                          |
| ---------------------------------------------------------------------------------- | ----------------------------------------------------- | ----------------------------------------------------- | ------------------------------------------------- | ------------------------------------------------------- | ---------------------------------------------------- |
| 1º MIGUEL BARBOSA 2º ANDRÉ AMARAL 3º PEDRO GRANCHA                                 | 1º MIGUEL BARBOSA 2º HELDER OLIVEIRA 3º PEDRO GRANCHA | 1º MIGUEL BARBOSA 2º HELDER OLIVEIRA 3º PEDRO GRANCHA | 1º MIGUEL BARBOSA 2º PEDRO GRANCHA 3º JOSÉ MENDES | 1º MIGUEL BARBOSA 2º EDGAR CONDENSO 3º ALEXANDRE FRANCO | 1º PEDRO GRANCHA 2º ANDRÉ AMARAL 3º ALEXANDRE FRANCO |
| 1º - MIGUEL BARBOSA / 2º - PEDRO GRANCHA / 3º - EDGAR CONDENSO (Ver Classificação) |                                                       |                                                       |                                                   |                                                         |                                                      |

| 2012 (MIGUEL César das Neves Vieira BARBOSA)                                   | 2012 (MIGUEL César das Neves Vieira BARBOSA)          | 2012 (MIGUEL César das Neves Vieira BARBOSA)      | 2012 (MIGUEL César das Neves Vieira BARBOSA)   | 2012 (MIGUEL César das Neves Vieira BARBOSA)     | 2012 (MIGUEL César das Neves Vieira BARBOSA)          |
| 1 - BAJA CARMIM TAVIRA                                                         | 2 - ERVIDREIRA RALI TT 2012                           | 3 - RALI TT SERRAS DO NORTE                       | 4 - BAJA TT OLEIROS - PROENÇA                  | 5 - BAJA TT DE IDANHA-A-NOVA                     | 6 - 26a BAJA PORTALEGRE 500                           |
| ------------------------------------------------------------------------------ | ----------------------------------------------------- | ------------------------------------------------- | ---------------------------------------------- | ------------------------------------------------ | ----------------------------------------------------- |
| 1º NUNO MATOS 2º JOSÉ MENDES 3º JOÃO RATO                                      | 1º MIGUEL BARBOSA 2º HELDER OLIVEIRA 3º RICARDO POREM | 1º MIGUEL BARBOSA 2º RICARDO POREM 3º PAULO GRAÇA | 1º MIGUEL BARBOSA 2º NUNO MATOS 3º JOSÉ MENDES | 1º MIGUEL BARBOSA 2º RICARDO POREM 3º NUNO MATOS | 1º JOSÉ DINIS LUCAS 2º JOÃO CARDOSO 3º EDGAR CONDENSO |
| 1º - MIGUEL BARBOSA / 2º - RICARDO POREM / 3º - NUNO MATOS (Ver Classificação) |                                                       |                                                   |                                                |                                                  |                                                       |

| 2011 (MIGUEL César das Neves Vieira BARBOSA)                                         | 2011 (MIGUEL César das Neves Vieira BARBOSA)       | 2011 (MIGUEL César das Neves Vieira BARBOSA)     | 2011 (MIGUEL César das Neves Vieira BARBOSA)        | 2011 (MIGUEL César das Neves Vieira BARBOSA)           |
| 1 - BAJA CARMIN                                                                      | 2 - ERVIDEIRA RALI TT 2011                         | 3 - BAJA TT PROENÇA/OLEIROS                      | 4 - BAJA TT DE IDANHA-A-NOVA                        | 5 - 25ªBAJA PORTALEGRE 500                             |
| ------------------------------------------------------------------------------------ | -------------------------------------------------- | ------------------------------------------------ | --------------------------------------------------- | ------------------------------------------------------ |
| 1º FILIPE CAMPOS 2º CARLOS SOUSA 3º MIGUEL BARBOSA                                   | 1º MIGUEL BARBOSA 2º CARLOS SOUSA 3º PEDRO GRANCHA | 1º MIGUEL BARBOSA 2º NUNO MATOS 3º RICARDO POREM | 1º NUNO MATOS 2º MIGUEL BARBOSA 3º JOSÉ DINIS LUCAS | 1º MIGUEL BARBOSA 2º PEDRO GRANCHA 3º JOSÉ DINIS LUCAS |
| 1º - MIGUEL BARBOSA / 2º - JOSÉ DINIS LUCAS / 3º - PEDRO GRANCHA (Ver Classificação) |                                                    |                                                  |                                                     |                                                        |

| 2010 (FILIPE Castelo Branco Vieira de CAMPOS)                                       | 2010 (FILIPE Castelo Branco Vieira de CAMPOS)       | 2010 (FILIPE Castelo Branco Vieira de CAMPOS)       | 2010 (FILIPE Castelo Branco Vieira de CAMPOS)         | 2010 (FILIPE Castelo Branco Vieira de CAMPOS)      | 2010 (FILIPE Castelo Branco Vieira de CAMPOS) | 2010 (FILIPE Castelo Branco Vieira de CAMPOS)         | 2010 (FILIPE Castelo Branco Vieira de CAMPOS)         |
| 1 - RALI TT SERRAS DO NORTE                                                         | 2 - RALI TT TERRAS D´EL REI                         | 3 - ERVIDEIRA RALI TT                               | 4 - RALI TT CIDADE DE BEJA/MONTES ALENTEJANOS         | 5 - RALI TT VODAFONE ESTORIL-MARRAKECH             | 6 - RALI TT DO C.A.DO ALGARVE                 | 7 - RALI TT CASTELO BRANCO                            | 8 - 24ª BAJA PORTALEGRE 500                           |
| ----------------------------------------------------------------------------------- | --------------------------------------------------- | --------------------------------------------------- | ----------------------------------------------------- | -------------------------------------------------- | --------------------------------------------- | ----------------------------------------------------- | ----------------------------------------------------- |
| 1º FILIPE CAMPOS 2º JOSÉ DINIS LUCAS 3º MIGUEL VELOSO                               | 1º FILIPE CAMPOS 2º BERNARDO MAIA 3º MIGUEL BARBOSA | 1º LINO CARAPETA 2º MIGUEL BARBOSA 3º RICARDO POREM | 1º PEDRO GRANCHA 2º MIGUEL BARBOSA 3º AMÉRICO ANTUNES | 1º FILIPE CAMPOS 2º BERNARDO MAIA 3º RICARDO POREM | PROVA CANCELADA                               | 1º JOSÉ DINIS LUCAS 2º AMÉRICO ANTUNES 3º PAULO GRAÇA | 1º FILIPE CAMPOS 2º RICARDO POREM 3º JOSÉ DINIS LUCAS |
| 1º - FILIPE CAMPOS / 2º - JOSÉ DINIS LUCAS / 3º - RICARDO POREM (Ver Classificação) |                                                     |                                                     |                                                       |                                                    |                                               |                                                       |                                                       |

| 2009 (FILIPE Castelo Branco Vieira de CAMPOS)                                     | 2009 (FILIPE Castelo Branco Vieira de CAMPOS)         | 2009 (FILIPE Castelo Branco Vieira de CAMPOS)      | 2009 (FILIPE Castelo Branco Vieira de CAMPOS)  | 2009 (FILIPE Castelo Branco Vieira de CAMPOS)            | 2009 (FILIPE Castelo Branco Vieira de CAMPOS)       | 2009 (FILIPE Castelo Branco Vieira de CAMPOS)       | 2009 (FILIPE Castelo Branco Vieira de CAMPOS)       |
| 1 - ERVIDEIRA RALI TT                                                             | 2 - BAJA TT SERRAS DO NORTE                           | 3 - RALI TT TERRAS D´EL REI                        | 4 - BAJA TT SERRA DE MONCHIQUE                 | 5 - VODAFONE RALI TT TRANSIBERICO                        | 6 - BAJA DE BEJA/MONTES ALENTEJANOS                 | 7 - RALI TT TERRAS DA RAIA                          | 8 - 23ª BAJA "BP ULTIMATE" PORTALEGRE 500           |
| --------------------------------------------------------------------------------- | ----------------------------------------------------- | -------------------------------------------------- | ---------------------------------------------- | -------------------------------------------------------- | --------------------------------------------------- | --------------------------------------------------- | --------------------------------------------------- |
| 1º CARLOS SOUSA 2º FILIPE CAMPOS 3º MIGUEL BARBOSA                                | 1º CARLOS SOUSA 2º MIGUEL BARBOSA 3º JOSÉ DINIS LUCAS | 1º CARLOS SOUSA 2º FILIPE CAMPOS 3º MIGUEL BARBOSA | 1º FILIPE CAMPOS 2º CARLOS SOUSA 3º NUNO MATOS | 1º BERNARDO MAIA 2º RODOLPHE DEVEAUX 3º JOSÉ DINIS LUCAS | 1º FILIPE CAMPOS 2º MIGUEL BARBOSA 3º PEDRO GRANCHA | 1º MIGUEL BAROBSA 2º FILIPE CAMPOS 3º BERNARDO MAIA | 1º FILIPE CAMPOS 2º MIGUEL BARBOSA 3º BERNARDO MAIA |
| 1º - FILIPE CAMPOS / 2º - BERNARDO MAIA / 3º - MIGUEL BARBOSA (Ver Classificação) |                                                       |                                                    |                                                |                                                          |                                                     |                                                     |                                                     |

| 2008 (FILIPE Castelo Branco Vieira de CAMPOS)                                     | 2008 (FILIPE Castelo Branco Vieira de CAMPOS)       | 2008 (FILIPE Castelo Branco Vieira de CAMPOS)          | 2008 (FILIPE Castelo Branco Vieira de CAMPOS)       | 2008 (FILIPE Castelo Branco Vieira de CAMPOS)                   | 2008 (FILIPE Castelo Branco Vieira de CAMPOS)          | 2008 (FILIPE Castelo Branco Vieira de CAMPOS)         | 2008 (FILIPE Castelo Branco Vieira de CAMPOS)       |
| 1 - RALI TT ESPORÃO                                                               | 2 - BAJA TT TERRAS D´EL REY                         | 3 - RALI TT SELENISSERRAS DO NORTE/                    | 4 - VODAFONE RALI TT TRANSIBERICO                   | 5 - BAJA TT SERRA DE MONCHIQUE                                  | 6 - BAJA DE BEJA/MONTES ALENTEJANOS                    | 7 - RALI TT CASTELO BRANCO                            | 8 - 22ª BAJA BP ULTIMATE PORTALEGRE 500             |
| --------------------------------------------------------------------------------- | --------------------------------------------------- | ------------------------------------------------------ | --------------------------------------------------- | --------------------------------------------------------------- | ------------------------------------------------------ | ----------------------------------------------------- | --------------------------------------------------- |
| 1º MIGUEL BARBOSA 2º FILIPE CAMPOS 3º RICARDO LEAL DOS SANTOS                     | 1º MIGUEL BARBOSA 2º FILIPE CAMPOS 3º BERNARDO MAIA | 1º MIGUEL BARBOSA 2º FILIPE CAMPOS 3º MIGUEL FARRAJOTA | 1º FILIPE CAMPOS 2º PEDRO GRANCHA 3º MIGUEL BARBOSA | 1º FILIPE CAMPOS 2º RICARDO LEAL DOS SANTOS 3º MIGUEL FARRAJOTA | 1º MIGUEL BARBOSA 2º FILIPE CAMPOS 3º MIGUEL FARRAJOTA | 1º FILIPE CAMPOS 2º PEDRO GRANCHA 3º MIGUEL FARRAJOTA | 1º FILIPE CAMPOS 2º MIGUEL BARBOSA 3º PEDRO GRANCHA |
| 1º - FILIPE CAMPOS / 2º - MIGUEL BARBOSA / 3º - PEDRO GRANCHA (Ver Classificação) |                                                     |                                                        |                                                     |                                                                 |                                                        |                                                       |                                                     |

| 2007 (MIGUEL César das Neves Vieira BARBOSA)                                   | 2007 (MIGUEL César das Neves Vieira BARBOSA)     | 2007 (MIGUEL César das Neves Vieira BARBOSA)  | 2007 (MIGUEL César das Neves Vieira BARBOSA)    | 2007 (MIGUEL César das Neves Vieira BARBOSA)        | 2007 (MIGUEL César das Neves Vieira BARBOSA)    | 2007 (MIGUEL César das Neves Vieira BARBOSA)           | 2007 (MIGUEL César das Neves Vieira BARBOSA)  |
| 1 - BAJA TT TERRAS D'EL REI                                                    | 2 - RALI TT ESPORÃO                              | 3 - RALI TT SELENIS/SERRAS DO NORTE           | 4 - BAJA TT SERRA DE MONCHIQUE                  | 5 - VODAFONE RALI TT TRANSIBÉRICO                   | 6 - RALI TT MONTES ALENTEJANOS                  | 7 - RALI TT CASTELO BRANCO                             | 8 - BAJA "ANTA DA SERRA" 500/PORTALEGRE       |
| ------------------------------------------------------------------------------ | ------------------------------------------------ | --------------------------------------------- | ----------------------------------------------- | --------------------------------------------------- | ----------------------------------------------- | ------------------------------------------------------ | --------------------------------------------- |
| 1º MIGUEL BARBOSA 2º HELDER OLIVEIRA 3º NUNO INOCÊNCIO                         | 1º NUNO INOCÊNCIO 2º RUI SOUSA 3º MIGUEL BARBOSA | 1º MIGUEL BARBOSA 2º JOÃO RAMOS 3º LUIS COSTA | 1º MIGUEL BARBOSA 2º RUI SOUSA 3º FILIPE CAMPOS | 1º CARLOS SOUSA 2º FILIPE CAMPOS 3º HELDER OLIVEIRA | 1º MIGUEL BARBOSA 2º RUI SOUSA 3º FILIPE CAMPOS | 1º MIGUEL BARBOSA 2º NUNO INOCÊNCIO 3º NELSON CLEMENTE | 1º MIGUEL BARBOSA 2º JOÃO RAMOS 3º LUIS COSTA |
| 1º - MIGUEL BARBOSA / 2º - NUNO INOCÊNCIO / 3º - RUI SOUSA (Ver Classificação) |                                                  |                                               |                                                 |                                                     |                                                 |                                                        |                                               |

| 2006 (PEDRO Manuel Costa Davies GRANCHA)                                           | 2006 (PEDRO Manuel Costa Davies GRANCHA)               | 2006 (PEDRO Manuel Costa Davies GRANCHA)            | 2006 (PEDRO Manuel Costa Davies GRANCHA)        | 2006 (PEDRO Manuel Costa Davies GRANCHA)       | 2006 (PEDRO Manuel Costa Davies GRANCHA) | 2006 (PEDRO Manuel Costa Davies GRANCHA)              | 2006 (PEDRO Manuel Costa Davies GRANCHA)             |
| 1 - RALI TT ESPORÃO                                                                | 2 - BAJA TT TERRAS D'EL REI                            | 3 - VODAFONE RALLYE TT TRANSIBERICO 2006            | 4 - BAJA MAXIT/SERRA DE MONCHIQUE               | 5 - BAJA TT SELENIS/SERRAS DO NORTE            | 6 - RALI TT HP IPAQ MONTES ALENTEJANOS   | 7 - RALI TT CASTELO BRANCO                            | 8 - BAJA "ANTA DA SERRA" 500 PORTALEGRE              |
| ---------------------------------------------------------------------------------- | ------------------------------------------------------ | --------------------------------------------------- | ----------------------------------------------- | ---------------------------------------------- | ---------------------------------------- | ----------------------------------------------------- | ---------------------------------------------------- |
| 1º JOÃO RAMOS 2º EDGAR CONDENSO 3º ANTONIO MENDES                                  | 1º FERNANDO ANDRÉ SILVA 2º JOÃO CRUZ 3º ADRUZILO LOPES | 1º PEDRO GRANCHA 2º FILIPE CAMPOS 3º EDGAR CONDENSO | 1º MIGUEL BARBOSA 2º FILIPE CAMPOS 3º RUI SOUSA | 1º JOÃO RAMOS 2º LUIS COSTA 3º HELDER OLIVEIRA | Não se realizou                          | 1º MIGUEL BARBOSA 2º PEDRO GRANCHA 3º HELDER OLIVEIRA | 1º MIGUEL OLIVEIRA 2º ALEXANDRE RÉ 3º EDGAR CONDENSO |
| 1º - PEDRO GRANCHA / 2º - MIGUEL BARBOSA / 3º - EDGAR CONDENSO (Ver Classificação) |                                                        |                                                     |                                                 |                                                |                                          |                                                       |                                                      |

| 2005 (MIGUEL César das Neves Vieira BARBOSA)                                       | 2005 (MIGUEL César das Neves Vieira BARBOSA)          | 2005 (MIGUEL César das Neves Vieira BARBOSA)       | 2005 (MIGUEL César das Neves Vieira BARBOSA)      | 2005 (MIGUEL César das Neves Vieira BARBOSA)      | 2005 (MIGUEL César das Neves Vieira BARBOSA)    | 2005 (MIGUEL César das Neves Vieira BARBOSA)    | 2005 (MIGUEL César das Neves Vieira BARBOSA)  |
| 1 - BAJA TT TERRAS D'EL REI                                                        | 2 - RALI TT ESPORÃO                                   | 3 - RALLYE TT TRANSIBERICO 2005                    | 4 - BAJA TT SELENIS/SERRAS DO NORTE               | 5 - BAJA MAXIT/SERRA DE MONCHIQUE                 | 6 - BAJA TT VINHO PIORNOS                       | 7 - RALI TT HP MONTES ALENTEJANOS               | 8 - BAJA "ANTA DA SERRA" 500 PORTALEGRE       |
| ---------------------------------------------------------------------------------- | ----------------------------------------------------- | -------------------------------------------------- | ------------------------------------------------- | ------------------------------------------------- | ----------------------------------------------- | ----------------------------------------------- | --------------------------------------------- |
| 1º JOÃO RAMOS 2º NUNO INOCÊNCIO 3º PEDRO GAMEIRO                                   | 1º MIGUEL BARBOSA 2º FILIPE CAMPOS 3º HELDER OLIVEIRA | 1º FILIPE CAMPOS 2º PEDRO CAMPOS 3º ANTONIO MENDES | 1º LUIS COSTA 2º MIGUEL BARBOSA 3º NUNO INOCÊNCIO | 1º LUIS COSTA 2º MIGUEL BARBOSA 3º NUNO INOCÊNCIO | 1º FILIPE CAMPOS 2º PEDRO GRANCHA 3º JOÃO RAMOS | 1º RUI SOUSA 2º MIGUEL BARBOSA 3º FILIPE CAMPOS | 1º JOÃO RAMOS 2º MARK MILLER 3º FILIPE CAMPOS |
| 1º - MIGUEL BARBOSA / 2º - FILIPE CAMPOS / 3º - NUNO INOCÊNCIO (Ver Classificação) |                                                       |                                                    |                                                   |                                                   |                                                 |                                                 |                                               |

| 2004 (RUI Manuel Vicente de SOUSA)                                         | 2004 (RUI Manuel Vicente de SOUSA)               | 2004 (RUI Manuel Vicente de SOUSA)          | 2004 (RUI Manuel Vicente de SOUSA)           | 2004 (RUI Manuel Vicente de SOUSA)           | 2004 (RUI Manuel Vicente de SOUSA)                | 2004 (RUI Manuel Vicente de SOUSA)          | 2004 (RUI Manuel Vicente de SOUSA)             |
| 1 - BAJA TT TERRAS D'EL REI                                                | 2 - BAJA VODAFONE 1000 (PORTUGAL) RALLYE TT      | 3 - RALLYE TT SELENIS/SERRAS DO NORTE       | 4 - BAJA TT SERRA DE MONCHIQUE               | 5 - RALI TT VINHO PIORNOS                    | 6 - RALI TT ESPORÃO VINDIMAS                      | 7 - RALI TT SEGAFREDO / ZANETTI             | 8 - BAJA ANTA DA SERRA 500 PORTALEGRE          |
| -------------------------------------------------------------------------- | ------------------------------------------------ | ------------------------------------------- | -------------------------------------------- | -------------------------------------------- | ------------------------------------------------- | ------------------------------------------- | ---------------------------------------------- |
| 1º MIGUEL BARBOSA 2º RUI SOUSA 3º LUIS COSTA                               | 1º CARLOS SOUSA 2º LUIS COSTA 3º CARLOS OLIVEIRA | 1º RUI SOUSA 2º LUIS COSTA 3º FILIPE CAMPOS | 1º RUI SOUSA 2º LUIS COSTA 3º NUNO INOCÊNCIO | 1º RUI SOUSA 2º MIGUEL BARBOSA 3º JOÃO RAMOS | 1º NUNO INOCÊNCIO 2º JOÃO RAMOS 3º MIGUEL BARBOSA | 1º RUI SOUSA 2º MIGUEL BARBOSA 3º LUIS DIAS | 1º CARLOS SOUSA 2º RUI SOUSA 3º MIGUEL BARBOSA |
| 1º - RUI SOUSA / 2º - LUIS COSTA / 3º - MIGUEL BARBOSA (Ver Classificação) |                                                  |                                             |                                              |                                              |                                                   |                                             |                                                |

| 2003 (MIGUEL César das Neves Vieira BARBOSA)                              | 2003 (MIGUEL César das Neves Vieira BARBOSA)   | 2003 (MIGUEL César das Neves Vieira BARBOSA) | 2003 (MIGUEL César das Neves Vieira BARBOSA)   | 2003 (MIGUEL César das Neves Vieira BARBOSA) | 2003 (MIGUEL César das Neves Vieira BARBOSA)             | 2003 (MIGUEL César das Neves Vieira BARBOSA) | 2003 (MIGUEL César das Neves Vieira BARBOSA)          |
| 1 - BAJA TT TERRAS D'EL REI                                               | 2 - BAJA VODAFONE 1000 (PORTUGAL) RALLYE TT    | 3 - RALLYE TT SELENIS/SERRAS DO NORTE        | 4 - BAJA TT LECAOPTIROC/SERRA DE MONCHIQUE     | 5 - RALI TT CASTELO BRANCO/BP AUTOGÁS        | 6 - RALI TT ESPORÃO VINDIMAS                             | 7 - RALI TT SEGAFREDO / ZANETTI              | 8 - BAJA ANTA DA SERRA 500 PORTALEGRE                 |
| ------------------------------------------------------------------------- | ---------------------------------------------- | -------------------------------------------- | ---------------------------------------------- | -------------------------------------------- | -------------------------------------------------------- | -------------------------------------------- | ----------------------------------------------------- |
| 1º RUI SOUSA 2º ALEXANDRE RÉ 3º PEDRO MATTOS E SILVA                      | 1º CARLOS SOUSA 2º RUI SOUSA 3º MIGUEL BARBOSA | 1º RUI SOUSA 2º MIGUEL BARBOSA 3º LUIS DIAS  | 1º PAULO MARTINS 2º LUIS COSTA 3º DUARTE ROCHA | 1º RUI SOUSA 2º MIGUEL BARBOSA 3º LUIS DIAS  | 1º MIGUEL BARBOSA 2º JORGE SERRA 3º PEDRO MATTOS E SILVA | 1º RUI SOUSA 2º MIGUEL BARBOSA 3º JOÃO RAMOS | 1º MIGUEL BARBOSA 2º LUIS DIAS 3º THIERRY CHARBONNIER |
| 1º - MIGUEL BARBOSA / 2º - RUI SOUSA / 3º - LUIS DIAS (Ver Classificação) |                                                |                                              |                                                |                                              |                                                          |                                              |                                                       |

| 2002 (CARLOS Alberto Cabral do Rego SOUSA)                                   | 2002 (CARLOS Alberto Cabral do Rego SOUSA)        | 2002 (CARLOS Alberto Cabral do Rego SOUSA)           | 2002 (CARLOS Alberto Cabral do Rego SOUSA)    | 2002 (CARLOS Alberto Cabral do Rego SOUSA)         | 2002 (CARLOS Alberto Cabral do Rego SOUSA)    | 2002 (CARLOS Alberto Cabral do Rego SOUSA)         | 2002 (CARLOS Alberto Cabral do Rego SOUSA) | 2002 (CARLOS Alberto Cabral do Rego SOUSA)                   |
| 1 - BAJA TT TERRAS D´EL REI                                                  | 2 - RALLYE TT CASA DO PESSOAL DA RTP              | 3 - BAJA VODAFONE 1000 (PORTUGAL)                    | 4 - BAJA LECAOPTIROC/SERRA DE MONCHIQUE       | 5 - RALLYE TT LAMEIRINHO/SERRAS DO NORTE           | 6 - RALLYE TT CASTELO BRANCO/BP AUTOGÁS       | 7 - RALLYE TT ESPORÃO VINDIMAS                     | 8 - RALLYE TT SEGAFREDO/ZANETTI            | 9 - 16ª BAJA PORTA DA RAVESSA / 500 PORTALEGRE (PROVA JOKER) |
| ---------------------------------------------------------------------------- | ------------------------------------------------- | ---------------------------------------------------- | --------------------------------------------- | -------------------------------------------------- | --------------------------------------------- | -------------------------------------------------- | ------------------------------------------ | ------------------------------------------------------------ |
| 1º RUI SOUSA 2º MIGUEL BARBOSA 3º ALEXANDRE RÉ                               | 1º CARLOS SOUSA 2º FILIPE CAMPOS 3º PAULO MARTINS | 1º CARLOS SOUSA 2º MIGUEL BARBOSA 3º ALEXANDER KHROL | 1º CARLOS SOUSA 2º RUI SOUSA 3º PAULO MARTINS | 1º CARLOS SOUSA 2º FILIPE CAMPOS 3º MIGUEL BARBOSA | 1º CARLOS SOUSA 2º RUI SOUSA 3º FILIPE CAMPOS | 1º MIGUEL BARBOSA 2º CARLOS SOUSA 3º MIGUEL AMARAL | 1º RUI SOUSA 2º FILIPE CAMPOS 3º LUIS DIAS | 1º MIGUEL BARBOSA 2º LUIS DIAS 3º FILIPE CAMPOS              |
| 1º - CARLOS SOUSA / 2º - MIGUEL BARBOSA / 3º - RUI SOUSA (Ver Classificação) |                                                   |                                                      |                                               |                                                    |                                               |                                                    |                                            |                                                              |

| 2001 (CARLOS Alberto Cabral do Rego SOUSA)                                 | 2001 (CARLOS Alberto Cabral do Rego SOUSA)     | 2001 (CARLOS Alberto Cabral do Rego SOUSA)    | 2001 (CARLOS Alberto Cabral do Rego SOUSA)     | 2001 (CARLOS Alberto Cabral do Rego SOUSA)       | 2001 (CARLOS Alberto Cabral do Rego SOUSA)    | 2001 (CARLOS Alberto Cabral do Rego SOUSA)       | 2001 (CARLOS Alberto Cabral do Rego SOUSA)   | 2001 (CARLOS Alberto Cabral do Rego SOUSA)    | 2001 (CARLOS Alberto Cabral do Rego SOUSA)    |
| 1 - Baja TT Terras D´el Rei                                                | 2 - Rali TT Casa do Pessoal da RTP             | 3 - Rali TT Lameirinho/Serras do Norte        | 4 - Rali TT Optiroc                            | 5 - Baja Telecel Vodafone 1000 (Portugal)        | 6 - Baja Espanha Aragón                       | 7 - Rali TT Montes Alentejanos                   | 8 - Rali TT Esporão Vindimas                 | 9 - Rali TT Segafredo/Zanetti                 | 10 - Rali TT Castelo Branco / EP Autogás      |
| -------------------------------------------------------------------------- | ---------------------------------------------- | --------------------------------------------- | ---------------------------------------------- | ------------------------------------------------ | --------------------------------------------- | ------------------------------------------------ | -------------------------------------------- | --------------------------------------------- | --------------------------------------------- |
| 1º CARLOS SOUSA 2º JOÃO VASSALO 3º JORGE SERRA                             | 1º CARLOS SOUSA 2º SANTOS GODINHO 3º RUI SOUSA | 1º JOÃO VASSALO 2º RUI SOUSA 3º FILIPE CAMPOS | 1º RUI SOUSA 2º JOÃO VASSALO 3º SANTOS GODINHO | 1º CARLOS SOUSA 2º JOÃO VASSALO 3º FILIPE CAMPOS | 1º CARLOS SOUSA 2º RUI SOUSA 3º FILIPE CAMPOS | 1º CARLOS SOUSA 2º JOÃO VASSALO 3º FILIPE CAMPOS | 1º FILIPE CAMPOS 2º CARLOS SOUSA 3ºRUI SOUSA | 1º RUI SOUSA 2º CARLOS SOUSA 3º FILIPE CAMPOS | 1º RUI SOUSA 2º JOÃO VASSALO 3º PAULO MARTINS |
| 1º - CARLOS SOUSA / 2º - JOÃO VASSALO / 3º - RUI SOUSA (Ver Classificação) |                                                |                                               |                                                |                                                  |                                               |                                                  |                                              |                                               |                                               |

| 2000 (JOÃO Manuel VASSALO da Cunha Bernardino)                                 | 2000 (JOÃO Manuel VASSALO da Cunha Bernardino)        | 2000 (JOÃO Manuel VASSALO da Cunha Bernardino) | 2000 (JOÃO Manuel VASSALO da Cunha Bernardino)        | 2000 (JOÃO Manuel VASSALO da Cunha Bernardino)  | 2000 (JOÃO Manuel VASSALO da Cunha Bernardino)  | 2000 (JOÃO Manuel VASSALO da Cunha Bernardino) | 2000 (JOÃO Manuel VASSALO da Cunha Bernardino) |
| 1 - Rali TT Pedras D´el Rei                                                    | 2 - Rali TT Casa do Pessoal da RTP                    | 3 - Rali TT Lameirinho/Serras do Norte         | 4 - Rali TT Optiroc                                   | 5 - Baja Telecel 2000 (Portugal)                | 6 - Rali TT Porta da Ravessa Montes Alentejanos | 7 - Rali TT Esporão Vindimas                   | 8 - Rali TT Segafredo/Zanetti                  |
| ------------------------------------------------------------------------------ | ----------------------------------------------------- | ---------------------------------------------- | ----------------------------------------------------- | ----------------------------------------------- | ----------------------------------------------- | ---------------------------------------------- | ---------------------------------------------- |
| 1º JOÃO VASSALO 2º RUI SOUSA 3º PEDRO MELLO BREYNER                            | 1º JOÃO RAMOS 2º FILIPE CAMPOS 3º PEDRO MELLO BREYNER | 1º JOÃO VASSALO 2º CARLOS SOUSA 3º JOÃO RAMOS  | 1º JOSÉ MENDES 2º JOÃO VASSALO 3º PEDRO MELLO BREYNER | 1º CARLOS SOUSA 2º FILIPE CAMPOS 3º JOSÉ MENDES | 1º JOÃO VASSALO 2º CARLOS SOUSA 3º JOÃO RAMOS   | 1º CARLOS SOUSA 2º PAULO MARTINS 3º RUI SOUSA  | Não pontuavél para o CPTT                      |
| 1º - JOÃO VASSALO / 2º - CARLOS SOUSA / 3º - FILIPE CAMPOS (Ver Classificação) |                                                       |                                                |                                                       |                                                 |                                                 |                                                |                                                |

| 1999 (CARLOS Alberto Cabral do Rego SOUSA)                                     | 1999 (CARLOS Alberto Cabral do Rego SOUSA)      | 1999 (CARLOS Alberto Cabral do Rego SOUSA)        | 1999 (CARLOS Alberto Cabral do Rego SOUSA)          | 1999 (CARLOS Alberto Cabral do Rego SOUSA)    | 1999 (CARLOS Alberto Cabral do Rego SOUSA)   | 1999 (CARLOS Alberto Cabral do Rego SOUSA) | 1999 (CARLOS Alberto Cabral do Rego SOUSA)       |
| 1 - RALLYE TT TERRAS D'EL REI                                                  | 2 - RALLYE TT CASA PESSOAL RTP                  | 3 - RRALLYE TT LAMEIRINHO / S. NORTE              | 4 - BAJA TELECEL 1000                               | 5 - RALLYE TT P.RAVESSA / M.ALENTEJANOS       | 6 - RALLYE TT ESPORÃO VINDIMAS               | 7 - RALLYE TT SEGAFREDO/ZANETTI            | 8 - BAJA P. RAVESSA 500 / PORTALEGRE             |
| ------------------------------------------------------------------------------ | ----------------------------------------------- | ------------------------------------------------- | --------------------------------------------------- | --------------------------------------------- | -------------------------------------------- | ------------------------------------------ | ------------------------------------------------ |
| 1º CARLOS SOUSA 2º FILIPE CAMPOS 3º JOÃO VASSALO                               | 1º CARLOS SOUSA 2º NUNO FONTES 3º FILIPE CAMPOS | 1º JOÃO VASSALO 2º SANTOS GODINHO 3º CARLOS SOUSA | 1º CARLOS SOUSA 2º FILIPE CAMPOS 3º SANTINHO MENDES | 1º CARLOS SOUSA 2º FILIPE CAMPOS 3º RUI SOUSA | 1º JOÃO VASSALO 2º CARLOS SOUSA 3º LUIS DIAS | 1º RUI SOUSA 2º CARLOS SOUSA 3º LUIS DIAS  | 1º JOÃO VASSALO 2º CARLOS SOUSA 3º FILIPE CAMPOS |
| 1º - CARLOS SOUSA / 2º - FILIPE CAMPOS / 3º - JOÃO VASSALO (Ver Classificação) |                                                 |                                                   |                                                     |                                               |                                              |                                            |                                                  |

| 1998 (FILIPE Castelo Branco Vieira de CAMPOS)                                      | 1998 (FILIPE Castelo Branco Vieira de CAMPOS) | 1998 (FILIPE Castelo Branco Vieira de CAMPOS)          | 1998 (FILIPE Castelo Branco Vieira de CAMPOS)             | 1998 (FILIPE Castelo Branco Vieira de CAMPOS)         | 1998 (FILIPE Castelo Branco Vieira de CAMPOS)       | 1998 (FILIPE Castelo Branco Vieira de CAMPOS)    | 1998 (FILIPE Castelo Branco Vieira de CAMPOS)        |
| 1 - RALLYE TT TERRAS D'EL REI                                                      | 2 - RALLYE TT CASA PESSOAL RTP                | 3 - RALLYE TT LAMEIRINHO/MONTES DE FAFE                | 4 - BAJA TELECEL 1000                                     | 5 - RALLYE TT MONTES ALENTEJANOS                      | 6 - RALLYE TT ESPORÃO VINDIMAS                      | 7 - RALLYE TT SEGAFREDO/ZANETTI                  | 8 - BAJA GALP 500/ /PORTALEGRE                       |
| ---------------------------------------------------------------------------------- | --------------------------------------------- | ------------------------------------------------------ | --------------------------------------------------------- | ----------------------------------------------------- | --------------------------------------------------- | ------------------------------------------------ | ---------------------------------------------------- |
| 1º FILIPE CAMPOS 2º JOÃO RAMOS 3º JOSÉ RODRIGUES                                   | 1º SANTOS GODINHO 2º LUIS CRUZ 3º JOÃO RAMOS  | 1º PEDRO MELLO BREYNER 2º JORGE SERRA 3º PAULO MARTINS | 1º SANTOS GODINHO 2º PEDRO MELLO BREYNER 3º FILIPE CAMPOS | 1º SANTOS GODINHO 2º SANTINHO MENDES 3º FILIPE CAMPOS | 1º CARLOS SOUSA 2º PEDRO MELLO BREYNER 3º RUI SOUSA | 1º SANTINHO MENDES 2º LUIS CRUZ 3º FILIPE CAMPOS | 1º FILIPE CAMPOS 2º RUI SOUSA 3º PEDRO MELLO BREYNER |
| 1º - FILIPE CAMPOS / 2º - PEDRO MELLO BREYNER / 3º - RUI SOUSA (Ver Classificação) |                                               |                                                        |                                                           |                                                       |                                                     |                                                  |                                                      |

| 1997 (António Pedro SANTINHO MENDES)                                                | 1997 (António Pedro SANTINHO MENDES)                | 1997 (António Pedro SANTINHO MENDES)               | 1997 (António Pedro SANTINHO MENDES)            | 1997 (António Pedro SANTINHO MENDES)                    | 1997 (António Pedro SANTINHO MENDES)               | 1997 (António Pedro SANTINHO MENDES)                 | 1997 (António Pedro SANTINHO MENDES)                |
| 1 - RALLYE TT TERRAS D'EL REI                                                       | 2 - RALLYE TT CASA PESSOAL RTP                      | 3 - RALLYE TT LAMEIRINHO/MONTES DE FAFE            | 4 - BAJA TELECEL 1000                           | 5 - RALLYE TT MONTES ALENTEJANOS                        | 6 - RALLYE TT ESPORÃO VINDIMAS                     | 7 - RALLYE TT SEGAFREDO/ZANETTI                      | 8 - 11ª BAJA GALP 500/ /PORTALEGRE                  |
| ----------------------------------------------------------------------------------- | --------------------------------------------------- | -------------------------------------------------- | ----------------------------------------------- | ------------------------------------------------------- | -------------------------------------------------- | ---------------------------------------------------- | --------------------------------------------------- |
| 1º SANTINHO MENDES 2º JOÃO VASSALO 3º CARLOS SOUSA                                  | 1º JOÃO VASSALO 2º FILIPE CAMPOS 3º SANTINHO MENDES | 1º JOÃO VASSALO 2º SANTOS GODINHO 3º FILIPE CAMPOS | 1º JOSÉ RODRIGUES 2º NUNO FONTES 3º JORGE SERRA | 1º SANTINHO MENDES 2º CARLOS SOUSA 3º FRANCISCO ESPERTO | 1º CARLOS SOUSA 2º FILIPE CAMPOS 3º JOSÉ RODRIGUES | 1º SANTOS GODINHO 2º JOÃO VASSALO 3º SANTINHO MENDES | 1º SANTOS GODINHO 2º SANTINHO MENDES 3º JOSÉ MENDES |
| 1º - SANTINHO MENDES / 2º - JOSÉ RODRIGUES / 3º - FILIPE CAMPOS (Ver Classificação) |                                                     |                                                    |                                                 |                                                         |                                                    |                                                      |                                                     |

## Ligações Externas
- «Sítio oficial»
- todoterreno.pt